# Dreisbachia pictifrons
Dreisbachia pictifrons là một loài tò vò trong họ Ichneumonidae.